# Musik vid Siljan
Musik vid Siljan är en av Sveriges äldsta musikfestivaler sedan starten sommaren 1969 och hålls alltid vecka 27.
Musik vid Siljan hade sin rötter i den orgelvecka som kantor Anton Lööw årligen anordnade från omkring 1960. Framstående organister deltog. Veckan kom med tiden att även omfatta körsång, kammarmusik med mera. Idén uppstod då att skapa ett större arrangemang med brett musikutbud, förslagsvis kallat Festival Dalecarlia. Ämnet diskuterades mellan Rikskonserter, Dalarnas bildningsförbund och Leksands kommun 1966 och på ett antal följande sammanträden. Inspiration togs bland annat från Rikskonserters lyckade satsning på Musikveckan i Östersund. Kopparbergs läns landsting krävde dock ett bredare deltagande för att gå in med stöd, varför man intresserade även Rättviks kommun att gå in i samarbetet. Från första året skapades även Bingsjöstämman som en del.
Festivalen samlar musikmänniskor och publik inom främst folkmusik, klassisk musik och jazz en vecka i juli varje år. Konserter började anordnas runt Leksand och Rättvik men har senare även införlivat Mora som spelplats och dessa kommuner var också festivalens huvudmän och huvudsakliga finansiärer. Festivalen hade sin storhetstid framför allt under 1980-talet med en stor mängd besökare men har efterhand drabbats av ekonomiska problem och sviktande publikunderlag, varför kommunerna 2009 varslade om en nödvändig rekonstruktion. 
2010 gick Musik i Dalarna in som huvudarrangör och försök gjordes med att korta festivalen från en vecka till fyra dagar. I december 2015 meddelades att Musik vid Siljan i dittillsvarande form av ekonomiska skäl lades ned. Den har dock återuppstått och drivs av olika arrangörer samt Musik vid Siljans Vänförening. 
Internationella folkmusikfestivalen Ethno hålls också under veckan i Rättvik.
Spelmansstämmor och/eller bystugedanser (med framförallt polskedans) hålls varje dag under Musik vid Siljan. Ibland arrangeras bystugedans på mer än en plats. 